# رود ساکاوا
رود ساکاوا (به ژاپنی: 酒匂川 さかわがわ, sakawagawa) رودی است که به خلیج ساگامی می‌ریزد. این رود از کشور ژاپن می‌گذرد. طول آن ۴۶ کیلومتر (۲۹ مایل) است.